# Flight from Folly
Flight from Folly è un film del 1945 prodotto e diretto da Herbert Mason.

## Trama
Una ballerina senza lavoro si fa passare per infermiera e mette gli occhi sopra Clinton Clay, un compositore conosciuto come un play boy. L'uomo è già sposato ma, quando viene scaricato dalla moglie russa, la falsa infermiera è pronta a piazzargli sopra i suoi fascinosi artigli.

## Produzione
Il film fu prodotto dalla Warner Brothers-First National Productions

## Distribuzione
Distribuito dalla Warner Bros., il film uscì nelle sale cinematografiche britanniche il 21 maggio 1945.
Uno dei 75 Most Wanted, una lista di film elencati dal British Film Institute come probabilmente perduti